# Ružinov
Ružinov (AFI: [ˈruʐinɔw], en húngaro: Főrév, en alemán: Rosenheim) es un municipio de Bratislava, la capital de Eslovaquia, ubicado en el distrito de Bratislava II. Es el segundo distrito más poblado de la ciudad, alberga a más de 80.000 habitantes y su barrio de Nivy es el lugar del emergente nuevo centro de la ciudad de Bratislava. Ružinov presenta extensas áreas residenciales, así como importantes instalaciones industriales e infraestructura de transporte, incluido el aeropuerto internacional de Milán Rastislav Štefánik y la autopista D1.
El distrito cuenta con la refinería Slovnaft, el centro comercial Avion Shopping Park, el hospital Ružinov, el lago Štrkovec, el área recreativa Zlaté Piesky y numerosas escuelas e iglesias.

## Ubicación
Ružinov limita con el distrito de Ciudad Vieja al noroeste, Nové Mesto al norte, Rača y [ Vajnory al noreste, Podunajské Biskupice al sur y Petržalka al oeste a través del río Danubio conectado por el Prístavný most.

### División

Barrios de Ružinov

Ružinov se divide en los siguientes barrios:
- Vlčie hrdlo
- Nivy
- Prievoz
- Trávniky
- Štrkovec
- Poseň
- Ostredki
- Trnávka

Ružinov se divide catastralmente en tres partes: Ružinov, Nivy y Trnávka.

## Historia
En el lugar del actual Ružinov había originalmente prados, pastizales, pastizales y bosques, intercalados con islas y canales del Danubio. La gente que vivía aquí trabajaba en agricultura, ganadería y madera. En el siglo XIX, el carácter agrícola de la zona fue desapareciendo lentamente, ya que se construyeron muchas fábricas nuevas en la zona. El nombre actual solo se acuñó en el siglo XX y se basa en el término Ružový ostrov, que se traduce como Rose Island (en alemán: Rosenheim).

## Características
Hoy, Ružinov es un lugar para muchas empresas industriales, centros comerciales, empresas financieras y bancos. Las plantas industriales como Slovnaft y Gumon, y el Puerto de Bratislava de carga, se encuentran aquí. Además de la industria química, alberga industrias alimentarias y de la construcción. El Mercado al aire libre de Miletičova, el más grande y frecuentado de Bratislava, también se encuentra en Ružinov. El aeropuerto internacional de Milán Rastislav Štefánik también se encuentra aquí. El centro comercial más grande de Eslovaquia Avion Shopping Park  tiene su sede en Ružinov, con la tienda Ikea y rodeado de nuevos edificios de oficinas y dos hoteles (Hotel Gate One Bratislava y Chopin Airport Hotel).
A pesar de su carácter industrial, Ružinov se considera una parte relativamente verde de Bratislava. A diferencia de otros distritos de la ciudad, es rico en arroyos y lagos (como el lago Rohlík), con una superficie total de agua de 616.000 m². En el corazón de Ružinov se encuentra el área del Štrkovec Lake, un importante centro recreativo y deportivo para Bratislava. Otros lagos incluyen Zlaté Piesky, un importante lugar de veraneo, y Rohlík.

## Política
El gobierno local de Ružinov fue establecido por las elecciones de noviembre de 1990 y en diciembre de 1990 fundó la oficina municipal del distrito de Ružinov. Con el tiempo, el número de miembros del parlamento local se redujo de 60 a 25.
Lista de alcaldes de Ružinov y partidos políticos que los nominaron:
- 1990 – 1994 – Jozef Olejár (VPN)
- 1994 - 1998 - Richard Volek (ĽS-HZDS, SNS, KSÚ)
- 1998 - 2002 - Pavol Kubovič (SDK)
- 2002 – 2006 – Pavol Kubovič (SDKÚ, KDH, ANO, SMK)
- 2006 – 2010 – Slavomír Drozd (Smer-SD, SMK, ĽS-HZDS, SF)
- 2010 - 2014 - Dušan Pekár (KDH)
- 2014 – 2018 – Dušan Pekár (KDH, OĽaNO, Nova, Zmena zdola, Demokratická únia Slovenska, [ [Partido Conservador Cívico (partido eslovaco)|OKS]], SMK-MKP)
- 2018 – 2022 – Martin Chren (Nueva Mayoría (Eslovaquia), se postuló como candidato independiente)

## Medios
- Ružinovské echo - revista mensual local, establecida en 1992
- TV Ružinov - estación de televisión local, establecida en mayo de 1996 como TV RIK

Ambos medios son publicados y operados por la empresa municipal TVR a RE, s.r.o.

## Religión
Ružinov pertenece a tres parroquias católicas (Farnosť Bratislava - Prievoz, Farnosť Bratislava - Márie pomocnice kresťanov, Farnosť Bratislava - Trnávka), una protestante parroquia (Evanjelický cirkevný zbor AV Bratislava - Prievoz) y una  Iglesia Ortodoxa Oriental parroquia (Pravoslávna cirkevná obec Bratislava).
El municipio cuenta con las siguientes iglesias:
- Iglesia ortodoxa de San Rastislav (Chrám svätého Rastislava) en la calle Tomášikova, consagrada en mayo de 2013.
- Iglesia católica de la Virgen María Auxiliadora (Kostol Márie Pomocnice kresťanov a Dom saleziánov dona Bosca) en la calle Miletičova n.º 7, consagrada en 1990
- Iglesia católica de San Don Bosco e Instituto Salesiano en Dornkappl (Kostol sv. D. Bosca a Saleziánsky ústav na Dornkappli), Calle Okružná n.º 11, consagrada en 1938
- Iglesia Luterana Protestante en Prievoz (Kostol Evanjelickej cirkvi a. v. Prievoz), Radničné námestie n.º 2, consagrada en 1925
- Iglesia católica de San Vicente de Paul (Kostol sv. Vincenta de Paul) en la calle Tomášikova, consagrada en 2000

## Educación
Ružinov alberga varias escuela secundaria, 9 escuela primaria y 11 jardín de infancia. También alberga la Universidad Paneuropea en la calle Tomášikova y la Facultad de Estudios Sociales y Económicos de la Universidad Comenius en la calle Mlynské luhy.
- Escuelas primarias: calle ZŠ Borodáčova, calle ZŠ Drieňová, calle ZŠ Kulíškova, calle ZŠ Medzilaborecká, calle ZŠ Mierová, calle ZŠ Nevädzová, calle ZŠ Ostredková, calle ZŠ Ružová dolina, calle ZŠ Vrútocká
- También está la Escuela de la Iglesia Unida de San Vicente de Paúl, que combina una escuela primaria y secundaria.
- Jardines de infancia públicos y sus clases asignadas: MŠ Bancíkovej Street 2, MŠ Exnárova Street 6, MŠ Miletičova Street 37 (incluyendo MŠ Gemerská Street 4), MŠ Medzilaborecká Street 4 (incluyendo Haburská Street 4), MŠ Piesočná Street 2 (incluyendo MŠ Rádiová 52 y MŠ Vietnamská 13), MŠ Západná Street 2), MŠ Prešovská Street 28 (incluyendo MŠ Palkovičova Street 11/A), MŠ Pivonková Street 9 (incluyendo MŠ Astrová Street 5, MŠ Nevädzová Street 12 y MŠ Šalviová Street 5), MŠ Habarka , Stálicova Street 2 (incluyendo MŠ Haburská Street 6), MŠ Šťastná Street 26, MŠ Velehradská Street 24 (incluyendo MŠ Budovateľská Street 10 y MŠ Tekovská Street 7, 9)[2]

En el año escolar 2012/2013, 586 niños fueron aceptados en los siete jardines de infancia Ružinov, 229 niños fueron rechazados por falta de espacio. En el año escolar 2016/2017, 658 niños fueron aceptados en los once jardines de infancia de Ružinov.

## Deportes
Muchos clubes deportivos tienen su sede en Ružinov, incluido el club de fútbol FK Rapid, el club de voleibol Slávia UK, el club de lucha Dunajplavba y el club hockey callejero ŠK H.O.K. Nivi.